# Parlamentswahl in Kambodscha 2013
Die Parlamentswahl in Kambodscha 2013 (Wahlen zur fünften kambodschanischen Nationalversammlung) wurde am 28. Juli 2013 durchgeführt. Das National Election Commitee gab bekannt, dass 9,67 Millionen Kambodschaner wahlberechtigt sind, um die 123 Sitze der Nationalversammlung zu wählen. Die Wahlbeteiligung wurde mit 69,6 % angegeben, die niedrigste in der kambodschanischen Geschichte. Die Kambodschanische Volkspartei (CPP) des Premierministers Hun Sen gewann 68 Sitze, die oppositionelle Nationale Rettungspartei Kambodschas Sam Rainsys (CNRP) die restlichen 55. Die Wahlen 2013 bedeuteten damit den bisher größten Verlust der CPP und ihre niedrigste Sitzzahl seit 1998. Trotzdem bestritt Rainsy das Ergebnis und beschuldigte die Regierungspartei der Wahlfälschung. Die Opposition boykottierte darauf das Parlament von September 2013 bis Juli 2014.
Nach der Auflösung der CNRP durch das Oberste Gericht Mitte November 2017 wegen angeblicher Aufwiegelung zu Demonstrationen nach den Wahlen von 2013 wurden ihre 55 Sitze auf die FUNCINPEC (41), die Cambodia Nationality Party (CNP, 2) und die Khmer Economic Development Party (KEDP, 1) aufgeteilt. Die League for Democracy Party und die Khmer Anti-Poverty Party, die auf 6 bzw. 5 Sitze Anrecht gehabt hätten, verzichteten. Die 11 Sitze gingen damit an die regierende Kambodschanische Volkspartei (CPP). Die neue Sitzverteilung galt nur für rund ein halbes Jahr, bis zu den Wahlen vom 29. Juli 2018.

## Ergebnisse
|                                                                                     |                                             |           |       |       |     |
| Partei                                                                              | Partei                                      | Stimmen   | %     | Sitze | ±   |
|                                                                                     | Kambodschanische Volkspartei (CPP)          | 3.235.969 | 48,83 | 68    | −22 |
|                                                                                     | Nationale Rettungspartei Kambodschas (CNRP) | 2.946.176 | 44,46 | 55    | +26 |
|                                                                                     | FUNCINPEC                                   | 242.413   | 3,66  | 0     | −2  |
|                                                                                     | Liga für Demokratie (LDP)                   | 68.389    | 1,03  | 0     | 0   |
|                                                                                     | Khmer Anti-Poverty Party                    | 43.222    | 0,65  | 0     | 0   |
|                                                                                     | Cambodian Nationality Party                 | 38.123    | 0,58  | 0     | neu |
|                                                                                     | Khmer Economic Development Party            | 33.715    | 0,51  | 0     | neu |
|                                                                                     | Democratic Republican Party                 | 19.152    | 0,29  | 0     | neu |
| ungültige/leere Stimmen                                                             | ungültige/leere Stimmen                     | 108.085   | –     | –     | –   |
| Gesamt                                                                              | Gesamt                                      | 6.735.244 | 100,0 | 123   | 0   |
| Wahlberechtigte/Wahlbeteiligung                                                     | Wahlberechtigte/Wahlbeteiligung             | 9.675.453 | 69,61 | –     | –   |
| Quelle: COMFREL 2 Sitze der nicht kandidierenden Norodom-Ranariddh-Partei entfielen |                                             |           |       |       |     |
|                                                                                     |                                             |           |       |       |     |
| neue Sitzaufteilung nach der Auflösung der CNRP ab November 2017                    |                                             |           |       |       |     |
|                                                                                     |                                             |           |       |       |     |